# (20512) Rothenberg
(20512) Rothenberg ist ein Asteroid des Asteroiden-Hauptgürtels, der am 10. September 1999 vom deutschen Amateurastronomen André Knöfel an der Volkssternwarte Drebach entdeckt wurde. 
Benannt wurde der Himmelskörper im März 2001 nach dem ehemaligen technischen Direktor der Archenhold-Sternwarte in Berlin-Treptow Eckehard Rothenberg (* 1938). Die vorläufige Bezeichnung war 1999 RW32. Rothenberg war langjähriger Leiter der Arbeitsgruppe Jugend-Urania, in der Kindern und Jugendlichen die Grundlagen der Astronomie nahegebracht wurden.